# Panzweiler
Panzweiler ist eine Ortsgemeinde im Landkreis Cochem-Zell in Rheinland-Pfalz. Sie gehört der Verbandsgemeinde Zell (Mosel) an.

## Geographie
Panzweiler liegt im Hunsrück, in der Nähe der Bundesstraße 421. Die Ortsgemeinde umfasst 3,85 km², davon 1,32 km² Wald. Zu Panzweiler gehören auch die Wohnplätze Gassenhof und Lager.

## Geschichte
Im Gebiet von Panzweiler sowie Walhausen, Löffelscheid, Grenderich und Moritzheim liegen in der Erde die Bautrümmer einer ganzen Reihe kleinerer römischer Villen. Unmittelbar südlich des Ortes befand sich eine römische Siedlung.
Der Ort wird in den Jahren 1259 und 1276 als Panzwilre genannt und gehörte mit Blankenrath zur Pfarrei Mastershausen.  In einem Schreiben von August 1576, das der Pfalzgraf von Simmern und der Markgraf von Baden als Grafen von Sponheim an Philipp den Älteren Freiherrn zu Winneburg und Beilstein richteten, wird Panzweiler wie das ebenso zwischen diesen Parteien umstrittene Dorf Haserich als Eigentum des Herzogs von Jülich (-Kleve-Berg) bezeichnet. Während der Sponheimischen Herrschaft gehörte Panzweiler zum Oberamt Kastellaun. Das Gericht Panzweiler bestand aus den Orten Panzweiler (Kreis Simmern) und Haserich (Kreis Zell) und bildete ebenso wie das Gericht Blankenrath ein Kleve'sches Lehengericht. Es befanden sich dort 25 Sponheimische Pflegleute und ein Beisaß unter dem Hesweiler Pflegschultheiß.
Ab 1794 stand Panzweiler unter französischer Herrschaft und gehörte von 1798 bis 1814 zum Kanton Zell im Rhein-Mosel-Departement. 1815 wurde der Ort auf dem Wiener Kongress dem Königreich Preußen zugeordnet. Seit 1946 ist er Teil des damals neu gebildeten Landes Rheinland-Pfalz. Durch das 8. Verwaltungsvereinfachungsgesetz vom 18. Juli 1970 mit Wirkung vom 7. November 1970 kam die Gemeinde von der Verbandsgemeinde Blankenrath zur Verbandsgemeinde Zell (Mosel) im Kreis Cochem-Zell.
Statistik zur Einwohnerentwicklung
Die Entwicklung der Einwohnerzahl der Gemeinde Panzweiler, die Werte von 1871 bis 1987 beruhen auf Volkszählungen:
| Jahr | Einwohner |
| 1815 | 134       |
| 1835 | 191       |
| 1871 | 206       |
| 1905 | 224       |
| 1939 | 448       |
| 1950 | 227       |

| Jahr | Einwohner |
| 1961 | 192       |
| 1970 | 189       |
| 1987 | 161       |
| 1997 | 215       |
| 2005 | 267       |
| 2023 | 284       |

## Siehe auch

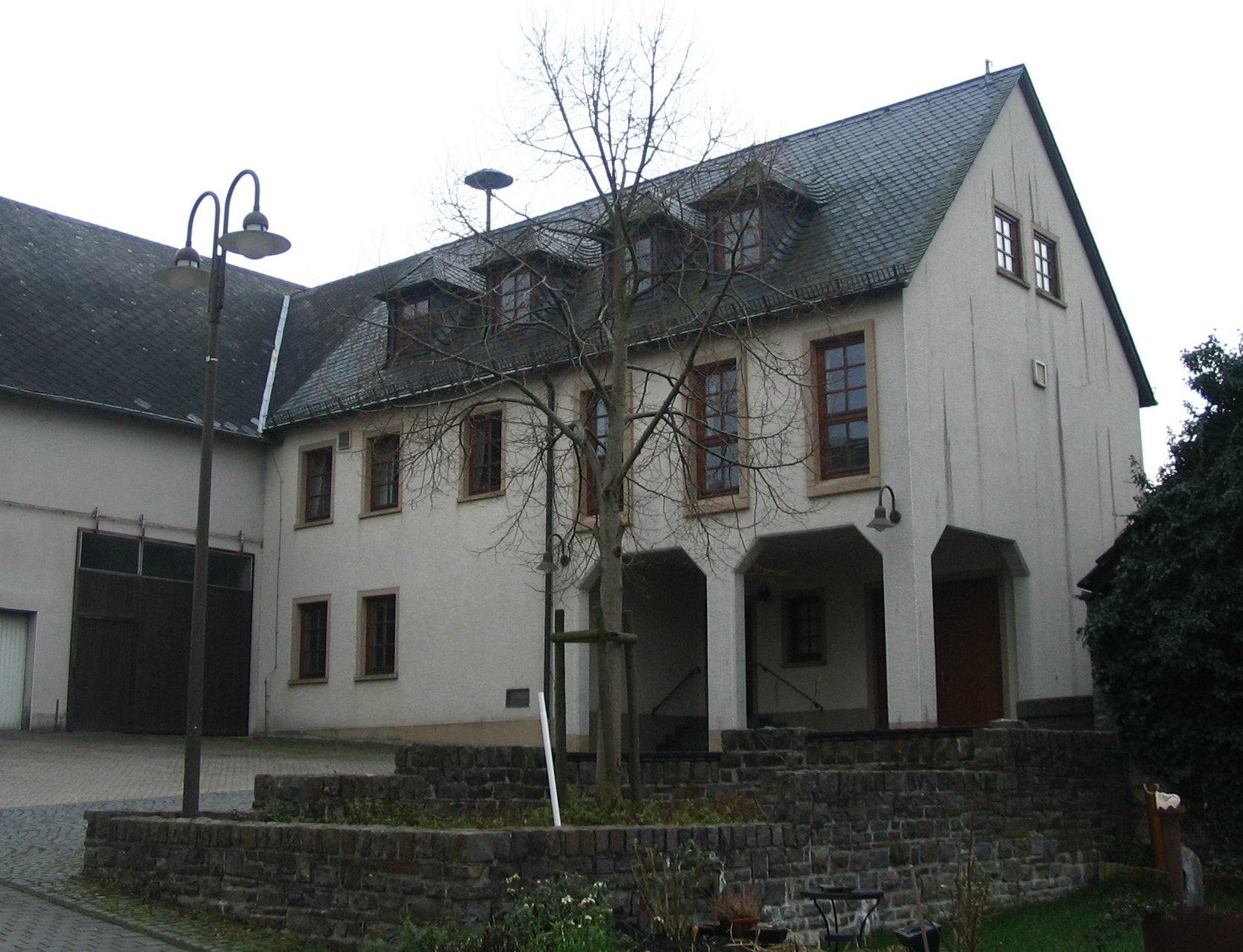
Bürgerhaus in der Dorfmitte
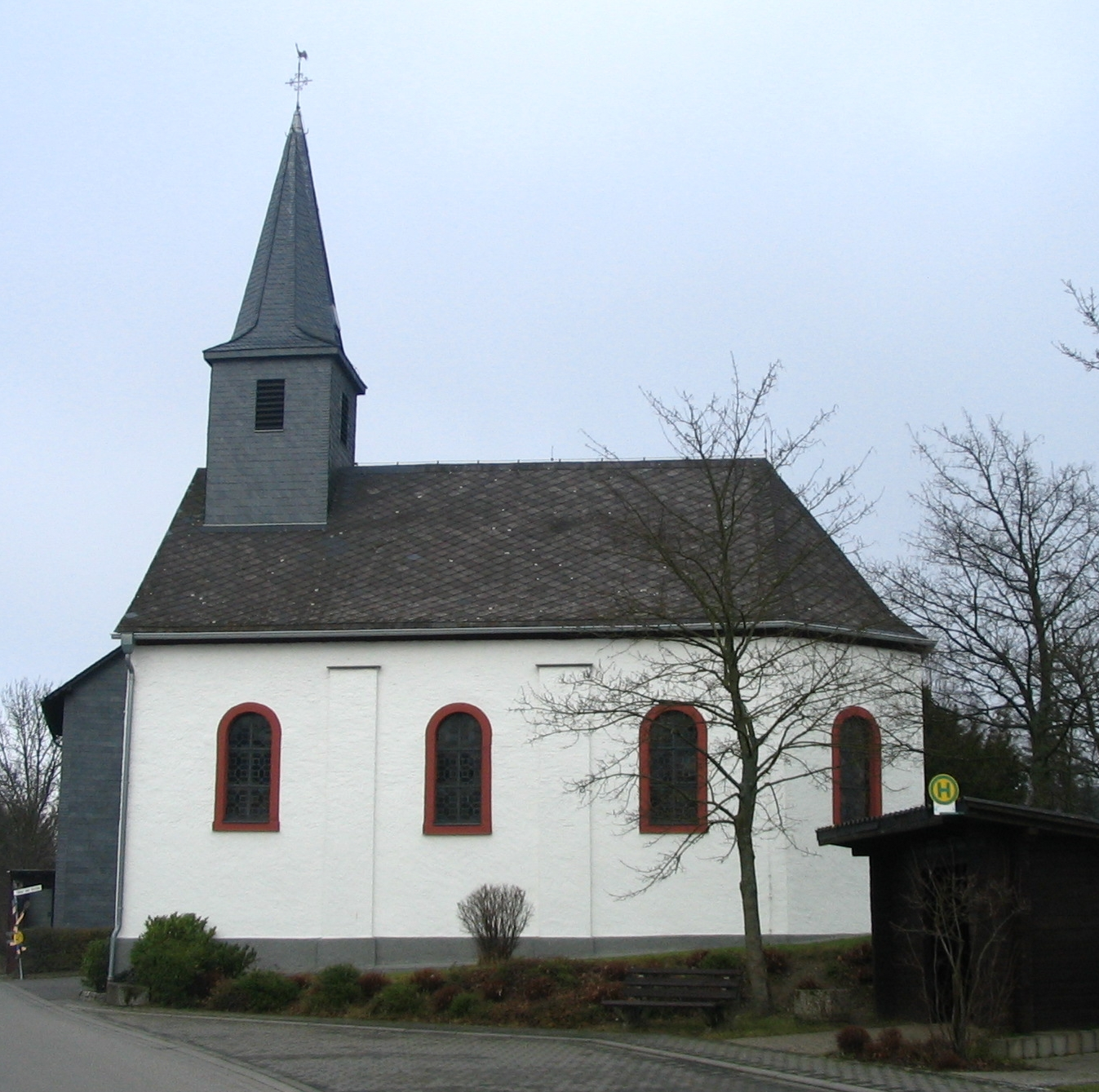
Kapelle am Ortsrand Richtung Blankenrath

## Politik

### Gemeinderat
Der Gemeinderat in Panzweiler besteht aus sechs Ratsmitgliedern, die bei der Kommunalwahl am 9. Juni 2024 in einer Mehrheitswahl gewählt wurden, und dem ehrenamtlichen Ortsbürgermeister als Vorsitzendem.

### Bürgermeister
Winfried Theisen ist Ortsbürgermeister von Panzweiler. Bei der Direktwahl am 26. Mai 2019 wurde er mit einem Stimmenanteil von 80,95 % in seinem Amt bestätigt. Da für die Direktwahl am 9. Juni 2024 kein Wahlvorschlag eingereicht wurde, oblag die Neuwahl des Bürgermeisters gemäß rheinland-pfälzischer Gemeindeordnung dem Rat. Dieser bestätigte auf seiner konstituierenden Sitzung am 9. Juli 2024 den bisherigen Ortsbürgermeister Winfried Theisen für weitere fünf Jahre in seinem Amt.